# Coalbrookdale de nuit
Coalbrookdale de nuit est une peinture de Philippe-Jacques de Loutherbourg réalisée en  1801

## Description
Ce tableau représente Coalbrookdale, berceau de la fonte au coke. Il montre les hauts fourneaux de Madeley Wood (ou Bedlam), qui appartenaient à la Coalbrookdale Company, de 1776 à 1796.